# .ve
.ve là tên miền quốc gia cấp cao nhất (ccTLD) của Venezuela.
Đăng ký được phép mà không có giới hạn, chỉ ở cấp 3:
- .com.ve
- .net.ve
- .org.ve
- .info.ve
- .co.ve
- .web.ve